# Roland Koch
Roland Koch (født 24. marts 1958 i Frankfurt), er en tysk politiker (CDU). 
Han fik studentereksamen i 1977 og studerede retsvidenskab i Frankfurt. I 1987 blev han valgt til medlem af landdagen i den tyske delstat Hessen. Fra 1999 til 2010 var Koch ministerpræsident i Hessen. 

## Weblinks
- Wikimedia Commons har flere filer relateret til Roland Koch
- Roland Kochs hjemmeside Arkiveret 2. september 2019 hos  Wayback Machine